# Clifton (Bristol)
Pour les articles homonymes, voir Clifton.
Clifton est une ancienne ville d'Angleterre, aujourd'hui banlieue de Bristol.

## Géographie
Elle est située sur la rive droite de l'Avon. Plusieurs monuments y sont célèbres comme, entre autres : 
- le pont suspendu de Clifton,
- la cathédrale Saints-Pierre-et-Paul de Clifton,
- le zoo de Bristol,
- le Goldney Hall (en).

## Éducation
Le Clifton College est fondé en 1862.

## Personnalités
- Barbara Janke, est fait baronne de la ville en 2014.